# La Ciénaga (Salta)
La Ciénaga es una localidad del municipio San Lorenzo, del departamento Capital, provincia de Salta, Argentina.

## Población
Contaba con 712 habitantes (Indec, 2001). En el último censo se la integró al componente La Ciénaga - San Rafael del aglomerado del Gran Salta.
- Datos: Q5962919